# Felsenmeermuseum
Felsenmeermuseum je muzeum v německém městě Hemer v Severním Porýní-Vestfálsku. Je tematicky zaměřené na tamější kamenné moře. Nachází se ve vile komisního rady Petera Graha v městské části Sundwig z roku 1902, jež je památkově chráněna. Muzeum nabízí pohled do historie kamenného moře, ve kterém se již více než tisíc let těží železná ruda, a samotného města Hemer. Rozebíranými tématy je zejména lokální těžba, zpracování kovů a papírenství.
Další muzejní expozice prezentuje vznik a vývoj hemerského jeskynního systému. Jsou zde představeny pravěké kosterní nálezy. V sekci městské historie je prezentována rekonstrukce franckého hrobu ze 7. století či předměty upomínající na nucené vysídlení. K nejvýznamnějším exponátům patří nález 3 500 tisíc mincí v městské části Westig z roku 1949.
V muzeu jsou též prezentovány životní příběhu hemerských rodáků Friedricha Leopolda Woesta, Willibrorda Benzlera a Hanse Prinzhorna.
Muzeum bylo slavnostně otevřeno roku 1989 a od svého počátku je spravováno místním spolkem Bürger- und Heimatverein Hemer e.V., založeném v roce 1923, jež si klade za cíl pečovat o přírodní, historickou a kulturní identitu města Hemer.